# Joe Haldeman
Joe William Haldeman (Oklahoma City, Oklahoma, 1943. július 9. –) amerikai sci-fi-író.

## Életrajz
A családjával sokat utazott. Éltek Puerto Ricóban, New Orleansben, Washingtonban, Bethesdában, Maryland-ben és Alaszkában.
Az University of Maryland-en végzett 1967-ben, ahol asztronómiát és fizikát hallgatott. 1967-től szolgált a vietnámi háborúban hadmérnökként, jelenleg az MIT tanára.

## Pályafutása
Első önálló kötete, a War Year (1972) egy hagyományos háborús regény volt, amely saját élményeiből építkezett. Közben azonban érdeklődése a sci-fi felé fordult, elkezdett novellákat írni a kor magazinjaiban, majd 1975-ben megjelent az Örök háború is, amely a szerző harctéri tapasztalatait immár fantasztikus köntösbe öltözteti.
A katonaélet mindennapjainak és problémáinak érzékletes leírása megragadta mind az olvasók, mind az ítészek figyelmét, a kötet így elnyerte a Hugo- és a Nebula-díjat is. Negyedszázad elteltével tért vissza újra hőseihez, egyelőre két novella és egy regény (Forever Free, 1999) erejéig. A sorozat részeként tartanak számon még egy részt, amelynek története azonban csak tematikusan (és címében) kapcsolódik Mandelláék kalandjaihoz. Ez a Forever Peace (1997), amely elnyerte a két legnevesebb sci-fi kitüntetést.
Tanulmányainak köszönhetően biztos kézzel alkot jövőbeli világokat, akár azok társadalmi, akár pedig technikai aspektusáról legyen szó. Írt már többek között formabontó regényt ősi idegenek által hátrahagyott játékszerekről (Mindbender, 1976), antiutópiát emlékezettöréssel operáló elnyomó hatalomról (All My Sins Remembered, 1977), trilógiát elszakadó űrkolóniákról (Worlds, 1981–1992) – ennek első része Új világok címmel megjelent magyarul – de az alternatív történelem és az időutazás sem hiányzik témái közül.

## Művei

### Angolul
Az Örök háború (Forever) széria
- The Forever War (1974) – Nebula-díj (1975); Hugo és Locus SF díjakat 1976-ban kapta meg
- Forever Peace (1997) – Hugo, Nebula és Campbell díjas
- Forever Free (1998)

Attar the Merman
- Attar's Revenge (1975) – Robert Graham írói álnéven írta
- War of Nerves (1975) – Robert Graham név alatt

Worlds széria
- Worlds (1981)
- Worlds Apart (1983)
- Worlds Enough and Time (1992)

Mars széria
- Marsbound (2008)
- Starbound (2010)
- Earthbound (2011)

## Magyarul
- Új világok; ford. Prince-L.; Lap-ics, Debrecen, 1992
- Örök háború; ford. Hoppán Eszter; Valhalla Páholy, Bp., 1997
- Örök béke; ford. F. Nagy Piroska; Metropolis Media, Bp., 2014 (Galaktika fantasztikus könyvek)
- Örök szabadság; ford. Joó Attila; Metropolis Media, Bp., 2016 (Galaktika fantasztikus könyvek)

## Díjai

### Hugo-díj
- The Forever War (Örök háború) (1976) – regény
- Tricentennial (1977) – novella
- The Hemingway Hoax (1991) – kisregény
- None So Blind (1995) – novella
- Forever Peace (1998) – regény

### John W. Campbell Emlékdíj a legjobb science fiction regényért
- Forever Peace (1998)

### Nebula-díj
- The Forever War (1975) – regény
- The Hemingway Hoax (1990) – kisregény
- Graves (1993) – novella
- Forever Peace (1998) – regény
- Camouflage (2004) – regény

### Rhysling-díj
- Saul's Death (1984) – Long Poem
- Eighteen Years Old, October Eleventh (1991) – Short Poem
- January Fires (2001) – Long Poem

### World Fantasy díj
- Graves (1993) – novella

### James Tiptree, Jr.-díj
- Camouflage (2004)